# Basilio Boggiero Spotorno
Basilio Boggiero Spotorno, Sch. P. (Celle, República de Gènova, avui província de Savona, Itàlia, 5 d'abril, 1752 - Saragossa, 22 de febrer, 1809) va ser un religiós d'origen italià que va participar en els dos setges de Saragossa durant la Guerra del Francès Espanyola defensant la ciutat. Va ser conegut també com a orador i poeta.
De molt jove es trasllada a Saragossa on es va naturalitzar. El 17 de juny de 1758 va abraçar l'Institut de sant Josep de Calasanz, a Saragossa, on va ensenyar la retòrica i després filosofia i teologia. El 1795 va ser nomenat predicador de sa Majestat.
Havent aixecat el regne d'Aragó per oposar-se a la invasió francesa, es dedicà a fomentar la defensa contra l'invasor, patint tots els horrors del primer i segon setge de Saragossa. Encara després que va capitular la plaça va romandre-hi per fomentar el patriotisme, fins que, informat el Lannes, li va fer treure la vida a principis de març de 1809.
Abans de la invasió va tenir entre els seus alumnes a José M. de Orbe i els germans Palafox.

## Escrits
- Introducció á la elocuencia española (Saragossa, 1784);
- Los triunfos de la honestidad, Cantares anacreónticos (Saragossa, 1788);
- Tratado del sublime que compuso en griego el filósofo Longino. etc.. (Saragossa, 1782);
- Optimis Disciplinis Liberalibus tradentis, Vida del P. Antonio Garcés;
- Los pensamientos de Pascal.